# Siphonodentalium jaeckeli
Siphonodentalium jaeckeli is een Scaphopodasoort uit de familie van de Gadilidae. De wetenschappelijke naam van de soort is voor het eerst geldig gepubliceerd in 1995 door Scarabino.